# Glutathionperoxidase
Die Glutathionperoxidasen katalysieren die Glutathion-abhängige Reduktion von organischen Peroxiden und Wasserstoffperoxid. Im katalytischen Zentrum tragen sie L-Selenocystein, ein Derivat des L-Serins bzw. des L-Cysteins. Auch die Phospholipidhydroperoxid-Glutathionperoxidase gehört zur Familie der Glutathionperoxidasen.
Besondere Bedeutung erlangen Glutathion-Peroxidasen als Bestandteil der zellulären Abwehr gegen die Folgen von oxidativem Stress.
Störungen in der Funktion solcher Selenoproteine gehen mit Mangelsyndromen wie der Keshan- und Kaschin-Beck-Krankheit einher und mögen eine Rolle bei der Tumorentstehung, bei der Atherosklerose und – in Konjugation mit 4-Hydroxynonenalen – bei neurodegenerativen Erkrankungen spielen.

## Katalysierte Reaktion
Die Reaktion lässt sich grob in folgende Einzelschritte unterteilen:
Enzym-Selenocystein-SeH + H2O2 {\displaystyle {\ce {->}}} Enzym-Selenocystein-SeOH + H2O
Enzym-Selenocystein-SeOH + GSH {\displaystyle {\ce {->}}} GS-Se-Selenocystein-Enzym + H2O

GS-Se-Selenocystein-Enzym + GSH {\displaystyle {\ce {->}}} Enzym-Selenocystein-SeH + GSSG
Als Gesamtreaktion ergibt sich also:
2 GSH + H2O2 {\displaystyle {\ce {->}}} 2 H2O + GSSG
Das bei der Reaktion entstandene Glutathiondisulfid (GSSG) wird durch das Enzym Glutathiondisulfid-Reduktase mittels NADPH/H+ als Reduktionsmittel wieder zu zwei Molekülen Glutathion regeneriert.